# Epitácio Bittencourt
Epitácio Bittencourt (Imaruí, 30 de novembro de 1928) foi um político brasileiro

## Vida
Filho de Pedro Bittencourt e de Margarida Matos Bittencourt.
Fez os cursos primário e ginasial em sua cidade natal e transferiu-se, posteriormente, para Florianópolis, onde formou-se técnico em contabilidade pela Academia de Comércio de Santa Catarina. Foi professor primário em Imaruí e tesoureiro dos Correios na capital catarinense. Bacharelou-se em direito pela Universidade Federal de Santa Catarina.
Iniciou sua trajetória política em 1951, como vereador de Imaruí, eleito na legenda do Partido Social Democrático (PSD). Em janeiro desse mesmo ano assumiu a presidência da Câmara Municipal, função que exerceu até dezembro de 1954. Na qualidade de presidente da Câmara, esteve à frente da prefeitura de 2 de abril de 1953 a 15 de dezembro de 1954, em virtude de licença do prefeito Pedro Manuel Albino para tratamento de saúde.
Eleito deputado estadual pelo PSD em 1954, iniciou seu mandato em 1955, reelegendo-se em 1958 e 1962 na mesma legenda. Com a extinção do pluripartidarismo e a instalação do bipartidarismo determinadas pelo Ato Institucional nº 2 (27/10/1965), filiou-se à Aliança Renovadora Nacional (ARENA), partido de apoio ao regime militar instaurado no país em abril de 1964. Nessa legenda foi reeleito para mais quatro mandatos consecutivos.
Durante esse período, foi líder da ARENA na Assembléia Legislativa de Santa Catarina entre 1972 e 1973; ocupou, por alguns meses, o cargo de secretário estadual de Justiça em 1974 e foi terceiro-secretário da Assembléia em 1975 e 1976. Com o fim do bipartidarismo e a conseqüente reorganização do quadro partidário em novembro de 1979, ingressou no Partido Democrático Social (PDS), agremiação de apoio ao governo que reuniu a maioria dos antigos arenistas, e que hoje tem o registro como Partido Progressista (PP). Nessa legislatura, entre 1980 e 1981 foi líder do partido na Assembléia e também presidente da casa. Entre 10 e 27 de janeiro de 1982, quando presidia a Assembléia, exerceu interinamente o governo do estado, em virtude do impedimento do governador em exercício Henrique Córdova (1982-1983).
Em novembro de 1982 foi eleito deputado federal pelo PDS, tomando posse em 1º de fevereiro de 1983. Esteve ausente da sessão da Câmara de 25 de abril de 1984, quando foi votada a emenda Dante de Oliveira, que propunha o restabelecimento das eleições diretas para presidente da República em novembro daquele ano. Como a emenda não obteve o número de votos indispensáveis à sua aprovação — faltaram 22 para que o projeto pudesse ser encaminhado à apreciação pelo Senado —, no Colégio Eleitoral, reunido em 15 de janeiro de 1985, Epitácio Bittencourt votou no candidato do regime militar, Paulo Maluf, que acabou sendo derrotado pelo oposicionista Tancredo Neves, eleito novo presidente da República pela Aliança Democrática, uma união do Partido do Movimento Democrático Brasileiro (PMDB) com a dissidência do PDS abrigada na Frente Liberal. Tancredo, contudo, adoeceu e não chegou a ser empossado na presidência, vindo a falecer em 21 de abril de 1985. Seu substituto foi o vice José Sarney, que já vinha exercendo interinamente o cargo desde 15 de março.
Epitácio Bittencourt cedeu a Francisco Bastos sua vaga na Câmara dos Deputados em junho de 1986, quando foi nomeado para o Tribunal de Contas do Estado (TCE) de Santa Catarina. Tornou-se vice-presidente do TCE catarinense em 1988 e presidente entre janeiro de 1991 e janeiro de 1993.
Faleceu em Florianópolis no dia 10 de julho de 1995.
Era casado com Helena Prada Bittencourt, com quem teve quatro filhos. Um deles, Pedro Bittencourt Neto, também seguiu a carreira política, exercendo mandato de deputado estadual entre 1983 e 1999, ano em que foi eleito deputado federal.

## Carreira
Foi deputado à Assembleia Legislativa de Santa Catarina na 3ª legislatura (1955 — 1959), na 4ª legislatura (1959 — 1963), na 5ª legislatura (1963 — 1967), na 6ª legislatura (1967 — 1971), na 7ª legislatura (1971 — 1975), na 8ª legislatura (1975 — 1979), e na 9ª legislatura (1979 — 1983).
Foi deputado à Câmara dos Deputados na 47ª legislatura (1983 — 1987).